# Mela d'oro
La mela d'oro è un motivo presente in miti e leggende di vari paesi ed epoche. I suoi significati sono sempre stati molteplici e anche molto diversi, dato che la mela è molto presente in moltissimi miti o testi religiosi.

## La mela d'oro nella cultura greca
Secondo la mitologia greca, la mela d'oro era il frutto custodito nel giardino delle Esperidi nella parte più occidentale del Nord Africa, probabilmente nell'odierno Marocco, che prometteva l'eterna giovinezza. Inoltre fu proprio una mela d'oro che portò al giudizio di Paride e, attraverso una serie di avvenimenti, alla guerra di Troia.

## La mela d'oro nella cultura ottomana
L'appellativo di mela d'oro o anche rossa (Kızıl Elma) indicava, durante l'espansione dell'Impero ottomano, la città da conquistare e quindi l'oggetto dei desideri del quale il sultano doveva poter fruire. Dapprima, il nome si riferiva alla città di Costantinopoli, che grazie alle sue poderose mura di cinta era ripetutamente riuscita a sottrarsi ad una qualsiasi occupazione, diventando una specie di enclave nell'Impero Ottomano che andava nel frattempo espandendosi in tutte le direzioni. Con l'avvento delle nuove tecniche belliche, la mela d'oro finì essere effettivamente presa dai Turchi grazie all'assedio di Costantinopoli. Una volta spianata completamente la via dell'espansione nella penisola balcanica, l'obiettivo principale degli Ottomani diventò prima Buda; dopo la conquista di quest'ultima, venne la volta di Vienna, che per gli Ottomani diventava così la nuova mela d'oro. I Turchi provarono due volte ad espugnarla: il primo grande tentativo fu quello dell'assedio del 1529, il secondo la battaglia di Vienna. Entrambe le manovre fallirono e, dopo la seconda ritirata, l'Impero ottomano si sarebbe avviato verso il declino.

## La mela d'oro nelle culture nordiche
Il motivo compare anche nei racconti fantastici della letteratura nordica. Generalmente un eroe (come Eracle o Făt-Frumos) deve recuperare la mela d'oro da un personaggio antagonista come un drago o un altro mostro.

## La mela d'oro nei testi religiosi
Il libro biblico dei Proverbi, al capitolo 25, versetto 11, parla di frutti d'oro, tradotti talvolta come mele. Vengono utilizzati in una similitudine per indicare buone parole dette al momento opportuno.